# Casimir Oudin
Casimir Oudin (* 11. Februar 1638 in Mézières; † September 1717 in Leiden)  war ein französischer Bibliograph und Kirchenschriftsteller.

## Leben
Casimir Oudin war der Sohn eines Webers. Er besuchte zuerst das Jesuitenkolleg von Charleville. Nach dem Wunsch seines Vaters sollte er ebenfalls dessen Gewerbe erlernen. Gegen den Willen der Eltern zog er aber das Studieren vor und begab sich 1656 zu den Prämonstratensern. Im November 1658 später legte er in der Abtei St. Paul zu Verdun die Profess ab und nahm bei dieser Gelegenheit den Namen Kasimir anstelle seines Taufnamens Remi an. Er studierte nun Philosophie und Theologie in der Abtei von Bucilly und interessierte sich insbesondere eifrig für die Kirchengeschichte. 1669 wurde er in der Abtei Notre-Dame de Mureau Theologieprofessor und fungierte dort bis 1670 als Großprior. Dann erhielt er 1675 die Pfarrstelle von Epinay-sous-Gamaches. 1677 kehrte er in die Abtei Bucilly zurück, um seine Studien fortzusetzen. Hier traf es sich auch, dass er in Abwesenheit seiner Oberen Ludwig XIV., der dort einsprach, zu empfangen hatte und den König durch ein auf der Stelle verfertigtes lateinisches Lobgedicht erstaunte. 1681 erhielt er durch den Generalabt der Prämonstratenser, Michel II. de Colbert-Terron, den Auftrag, alle Abteien seines Ordens in Frankreich und den Niederlanden zu visitieren, und was sich in deren Archiven für die Geschichte Wichtiges fände, zu exzerpieren.
Daraufhin ließ sich Oudin 1683 in Paris nieder, wo er mit den gelehrten Benediktinern von der Kongregation St. Maur in freundschaftlicher Verbindung lebte. Diese stellten ihm ihre reichen historischen Materialien zur Verfügung, damit er eine geschichtliche Darstellung ihres Ordens schreibe, welcher Aufgabe er sich allerdings nicht unterzog. Als Resultat seiner kirchengeschichtlichen Studien gab er in Paris 1686 Supplementum de scriptoribus vel scriptis ecclesiasticis a Bellarmino omissis ad annum 1460 heraus. Dieses Buch wurde von William Cave sehr getadelt, der den Verfasser der Unwissenheit und des Plagiats beschuldigte.
Oudins Verbindungen mit Pierre Jurieu und einigen anderen reformierten Gelehrten waren seinen Oberen ein Dorn im Auge. Bald wurde er von Paris zurück nach Bucilly und schließlich in die Abtei Ressons nahe Beauvais geschickt, wo er eine strenge Behandlung hinnehmen musste. So fasste er eine Abneigung gegen das Klosterleben und er beschloss, aus der katholischen Kirche auszutreten. Er floh 1690 nach Holland und trat förmlich zur reformierten Kirche über, woraufhin er durch Spanheims und einiger anderer Vermittlung von den Generalstaaten anfänglich ein Jahrgehalt, 1694 aber die Stelle eines Unterbibliothekars an der Universität Leiden erhielt, die er bis zu seinem im September 1717 im Alter von 79 Jahren erfolgten Tod bekleidete. Er wurde in der protestantischen wallonischen Kirche von Leiden bestattet.
In Leiden gab Oudin 1692 eine Epistola de ratione studiorum suorum heraus, die an den hamburgischen Hauptpastor Johann Friedrich Mayer gerichtet ist. Dieser hatte ihn zur Ansiedlung in Hamburg eingeladen und eine dortige Anstellung versprochen, welche Aussichten Oudin aber nicht genügend zugesagt hatten. Er beklagt sich in dieser Schrift bitter über die wenigen Hilfsmittel zum Studieren, die er bei seinem Orden gefunden habe. Des Weiteren veröffentlichte Oudin Veterum aliquot Galliae et Belgii scriptorum opuscula sacra nunquam edita (Leiden 1692). Dieses Sammelwerk enthält ein Gedicht von Hinkmar, Abt von Saint Remi, mit einem Brief von Audradus an diesen Prälaten, sowie Werke von Hermann, Abt von Saint-Martin, Arnold, Abt von Bonneval, Wilhelm, Abt von Saint-Thierry und Gauthier, Probst von Tournai. Ebenfalls 1692 kam eine weitere Schrift Oudins heraus, Le prémontré défroqué, in der er die Gründe für seine Konversion darlegte.  Schließlich schrieb er  Trias dissertationum criticarum (Leiden 1717). Die erste der drei  Erörterungen dieses Werks bezieht sich auf das alexandrinische Manuskript der Septuaginta, das laut seiner Behauptung frühestens aus dem 10. Jahrhundert stammen könne; die zweite setzt sich mit der Abhandlung des Athanasius Quaestiones ad Antiochum principem auseinander, wobei Oudin zu erweisen sucht, dass diese Schrift in Wirklichkeit erst im 14. Jahrhundert von einem Patriarchen in Alexandria verfasst sei; die dritte ist gegen das Imperium orientale von Anselmo Banduri gerichtet.
Nach Oudins Tod erschien sein über Kirchenschriftsteller handelndes Werk Commentarius de scriptoribus ecclesiae antiquis illorumque scriptis, tam impressis quam manuscriptis adhuc extandibus in celebrioribus Europae bibliothecis (3 Bände, Leipzig 1722). Es war seine erklärte Absicht, in diesem Werk die Fehler und Auslassungen von Robert Bellarmin, Antonio Possevino, Philipp Labbeo, William Cave u. a. zu korrigieren, doch verstand er dafür nicht genügend Latein und Griechisch und machte selbst viele Irrtümer. Das Werk wurde per Dekret der römisch-katholischen Glaubenskongregation 1729 auf den Index der verbotenen Bücher gesetzt.
Katholische Schriftsteller haben Oudin meist sehr streng beurteilt und für einen rohen, unhöflichen Menschen erklärt, den es an aller Feinheit und Erziehung fehle. Nicolas Lenglet Du Fresnoy beurteilte ihn günstiger, indem er konstatierte, Oudin habe bei seinem Übertritt zum reformierten Glauben keine unwürdigen Motive gehegt; während andere Konvertiten sogleich nach ihrem Übertritt die Gelegenheit benutzt hätten sich zu verheiraten, sei Oudin nur in der Bibliothek, Kirche oder zu Hause angetroffen worden; auch habe er im Gegensatz zu anderen Proselyten in allgemeiner Achtung bei seinen neuen Glaubensgenossen gestanden.